# Dere punctifrons
Dere punctifrons là một loài bọ cánh cứng trong họ Cerambycidae.